# La Secta AllStar
La Secta AllStar (o simplemente La Secta) es un grupo musical de rock en español, originario de Puerto Rico, conformado por Mark Kilpatrick (bajo), Gustavo Laureano (cantante), John Lengel (batería) y Mike Genao (guitarra). Su canción «La Locura Automática» es una de las más conocidas de la banda.

## Historia
Mark Kilpatrick y Gustavo Laureano se conocieron en Orlando, Florida, donde estudiaron ingeniería de sonido. Después de su graduación, se mudaron a Miami Beach y comenzaron a trabajar. También comenzaron a ensayar en un almacén local junto al baterista John Lengel y el guitarrista Carlos Figueroa. Pronto comenzaron a escribir y componer sus canciones y comenzaron a tocar en clubes locales en Miami y Puerto Rico. Es durante este tiempo cuando los descubrieron artistas como Ricky Martin y Ednita Nazario. En 1995, Martín grabó la canción «Bombón de Azúcar» y en 1996, Nazario grabó «Ultima Vez», ambas canciones escritas por Laureano.
Ya establecidos como La Secta Allstar, firmaron un contrato discográfico con Fonovisa poco después. Su álbum debut, Aniquila, fue lanzado en 1997 producido por Andrés Levin produciendo cuatro sencillos de éxito Top 40: "Se Acabó", "Recompensa", "Nunca Jamás" y "Bombón de Azúcar". Este disco fue reeditado en 1999 bajo el título Bombón de Azúcar. La principal diferencia es que el nuevo disco no incluía los temas "Si Tú No Estás" y "Mar y Marea". Estos a su vez fueron sustituidos por la versión en spanglish de "Bombón de Azúcar" y un nuevo tema titulado "Luna de Día". Bombón de Azúcar fue reeditado de nuevo en 2007 con la incorporación de "Mar y Marea" mientras que "Si Tú No Estás" no ha sido reeditado.
En enero de 2001, la banda presentó un concierto con entradas agotadas en el Coliseo Roberto Clemente en San Juan. Después de esto y del éxito de este primer álbum, la banda lanzó La Secta Allstar en abril de 2001. Este álbum fue grabado y producido por la propia banda. Cuatro días después del lanzamiento, el álbum ya había vendido 25.000 copias. El sencillo "Dame Lo Que Quieras" alcanzó su punto máximo en las estaciones de radio locales y ganó un premio ASCAP.
En 2004, la banda lanzó un cuarto álbum titulado Túnel. El álbum ganó un premio Tu Música en la categoría de Mejor Álbum de Rock. Poco después, el guitarrista Carlos Figueroa dejó la banda y Mike Genao lo reemplazó. Tiempo después, la banda lanzó su quinto álbum, Consejo, con Universal Latino, siendo éste el disco más exitoso de La Secta. El álbum fue certificado Oro y Platino bajo la RIAA en solo dos meses después de su lanzamiento. La canción "La Locura Automática" alcanzó el n.º 1 en más de 13 países (5 meses n.º 1 en Colombia). El álbum contó con colaboraciones con muchos artistas destacados como Wilkins y los artistas de reguetón Wisin & Yandel. Un remix de "La Locura Automática" se puede encontrar en 12 Discípulos, un álbum de reguetón producido por Eddie Dee, y en la Edición Deluxe de Consejo (junto con otro remix y un DVD extra). Consejo también fue nominado a un Grammy Latino como Mejor Álbum de Rock Latino / Alternativo y un premio Premio Lo Nuestro, y ganó un Premio Billboard en la categoría de Mejor Banda de Rock / Alternativa.
Después de realizar muchas giras para este álbum, la banda decidió tomar un pequeño descanso, durante el cual, el cantante Gustavo Laureano lanzó Kingcallero del Amor, un proyecto en solitario. En 2008, la banda regresó con su siguiente álbum titulado Fuego, que le valió a la banda un Premio Lo Nuestro en la categoría Álbum de Rock del Año. En 2013, La Secta anunciaría la preproducción de Súbelo, su nuevo álbum de estudio. Finalmente, el proyecto sigue siendo por ahora, una recopilación de sencillos.

## Miembros

### Miembros actuales
- Gustavo Laureano - voz principal
- Mark Kilpatrick - bajo, voz
- John Lengel - batería, voz
- Mike Genao - guitarra, voz

### Miembros anteriores
- Carlos Figueroa - guitarra, voz
- Giovanni Perdomo - guitarra

## Discografía

### Álbumes de estudio
- Aniquila (1998)
- Bombón de Azúcar (1999)
- AllStar (2001)
- Una Noche (2002)
- Túnel (2004)
- Consejo (2005)
- Fuego (2008)
- Súbelo (2021)

### Sencillos
- Solo Quiero Hacer un Gol - Grabado para la Copa Libertadores (2009)

### Recopilatorios
- El Hit Parade (2006)
- Bombón de Azúcar (Reedición, un bonus track) (2007)
- Grandes éxitos, parte 2 (2007)